# 人生僅此一次！
人生僅此一次！（Man lebt nur einmal!）是小約翰史特勞斯（op. 167）的華爾滋作品。於1855年2月19日在維也納的舞廳「Zum Sperl」舉行首演。

## 解說
以蘭德勒（Ländler）風格寫成的華爾滋舞曲人生僅此一次！，於1855年2月19日的狂歡節（亦稱玫瑰星期一）首演，這是一場慈善音樂會。 標題有一些不平常的背景。 1854年，帝都維也納受到霍亂的嚴重打擊，甚至造成數千人喪生。 史特勞斯希望藉由他的作品，使人們想起生命的短暫。 因此，作品不僅包含快樂的旋律，亦包含沉思的旋律。 然而樂評家對此不以為然。 除認同之外，也受到批評。 除其他事項外，這主要是關於人們是否應該在狂歡節的高峰，或是華爾滋中處理瘟疫這樣一個嚴肅的議題。
部分CD錄音中，演出時間約6分43秒。根據指揮的不同，最多可以改變達一分鐘左右。 

## 外部連結
- Man lebt nur einmal auf der Naxos online CD Beschreibung （页面存档备份，存于）